# Jeunesse Sportive Kairouanaise
Jeunesse Sportive Kairouanaise is een Tunesische voetbalclub uit Kairouan. De club won de landstitel in 1977 maar behoort niet tot de topteams van Tunesië.
Voor het seizoen 2005/06 werd promotie naar 1ste afgedwongen maar na één seizoen werd de club opnieuw naar de 2de klasse doorverwezen. In 2009 promoveerde de club opnieuw. In 2021 degradeerde de club naar 2de klasse. 

## Erelijst
- Championnat National Tunisien (1x)

Winnaar: 1977
- Beker van Tunesië

Finalist: 1996